# Jim Nolan
James S. "Jim" Nolan (nacido el 9 de julio de 1927 en Macon, Georgia y fallecido el 19 de abril de 1993) fue un jugador de baloncesto estadounidense que disputó una temporada en la NBA. Con 2,03 metros de estatura, jugaba en la posición de pívot.

## Trayectoria deportiva

### Universidad
Jugó durante cuatro temporadas con los Yellow Jackets del Instituto Tecnológico de Georgia, siendo máximo anotador de la Southeastern Conference en 1946 con 14,6 puntos por partido, y elegido en el mejor quinteto de la conferencia en 1948 y en el segundo en 1949. Además del baloncesto, practicó atletismo, fútbol americano y tenis.

### Profesional
Fue elegido en la decimoctava posición del Draft de la BAA de 1949 por Philadelphia Warriors, con los que disputó cinco partidos, en los que promedió 1,6 puntos.

## Estadísticas de su carrera en la NBA

### Temporada regular
| Temporada | Edad | Equipo                | Liga | Pos. | P | TIT | MIN | TC  | TCA | %TC  | TL  | TLA | %TL | ASIS | FP  | PTS |
| 1949-50   | 22   | Philadelphia Warriors | NBA  |      | 5 |     |     | 0.8 | 4.2 | .190 | 0.0 | 0.0 |     | 0.8  | 2.8 | 1.6 |
| Total     |      |                       | NBA  |      | 5 |     |     | 0.8 | 4.2 | .190 | 0.0 | 0.0 |     | 0.8  | 2.8 | 1.6 |